# Motociklistična Velika nagrada ZDA
Motociklistična Velika nagrada ZDA je nekdanja motociklistična dirka svetovnega prvenstva, ki je potekala od sezone 1964 do sezone 2013.

## Zmagovalci
Roza ozadje označuje dirke, ki niso štele za motociklistično prvenstvo.
| Sezona | Dirkališče  | 50 cm3        | 125 cm3/Moto3    | 250 cm3/Moto2   | 500 cm3/MotoGP  | Poročilo |
| ------ | ----------- | ------------- | ---------------- | --------------- | --------------- | -------- |
| 2013   | Laguna Seca |               |                  |                 | Marc Márquez    | Poročilo |
| 2012   | Laguna Seca |               |                  |                 | Casey Stoner    | Poročilo |
| 2011   | Laguna Seca |               |                  |                 | Casey Stoner    | Poročilo |
| 2010   | Laguna Seca |               |                  |                 | Jorge Lorenzo   | Poročilo |
| 2009   | Laguna Seca |               |                  |                 | Dani Pedrosa    | Poročilo |
| 2008   | Laguna Seca |               |                  |                 | Valentino Rossi | Poročilo |
| 2007   | Laguna Seca |               |                  |                 | Casey Stoner    | Poročilo |
| 2006   | Laguna Seca |               |                  |                 | Nicky Hayden    | Poročilo |
| 2005   | Laguna Seca |               |                  |                 | Nicky Hayden    | Poročilo |
| 1994   | Laguna Seca |               | Takeši Cudžimura | Doriano Romboni | Luca Cadalora   | Poročilo |
| 1993   | Laguna Seca |               | Dirk Raudies     | Loris Capirossi | John Kocinski   | Poročilo |
| 1991   | Laguna Seca |               |                  | Luca Cadalora   | Wayne Rainey    | Poročilo |
| 1990   | Laguna Seca |               |                  | John Kocinski   | Wayne Rainey    | Poročilo |
| 1989   | Laguna Seca |               |                  | John Kocinski   | Wayne Rainey    | Poročilo |
| 1988   | Laguna Seca |               |                  | Jim Filice      | Eddie Lawson    | Poročilo |
| 1965   | Daytona     | Ernst Degner  | Hugh Anderson    | Phil Read       | Mike Hailwood   | Poročilo |
| 1964   | Daytona     | Hugh Anderson | Hugh Anderson    | Alan Shepherd   | Mike Hailwood   | Poročilo |
| 1963   | Daytona     | Mitsuoh Itoh  | Ernst Degner     | Fumio Ito       | Don Vesco       | Poročilo |